# Leonhard von Dobschütz (Wirtschaftswissenschaftler)

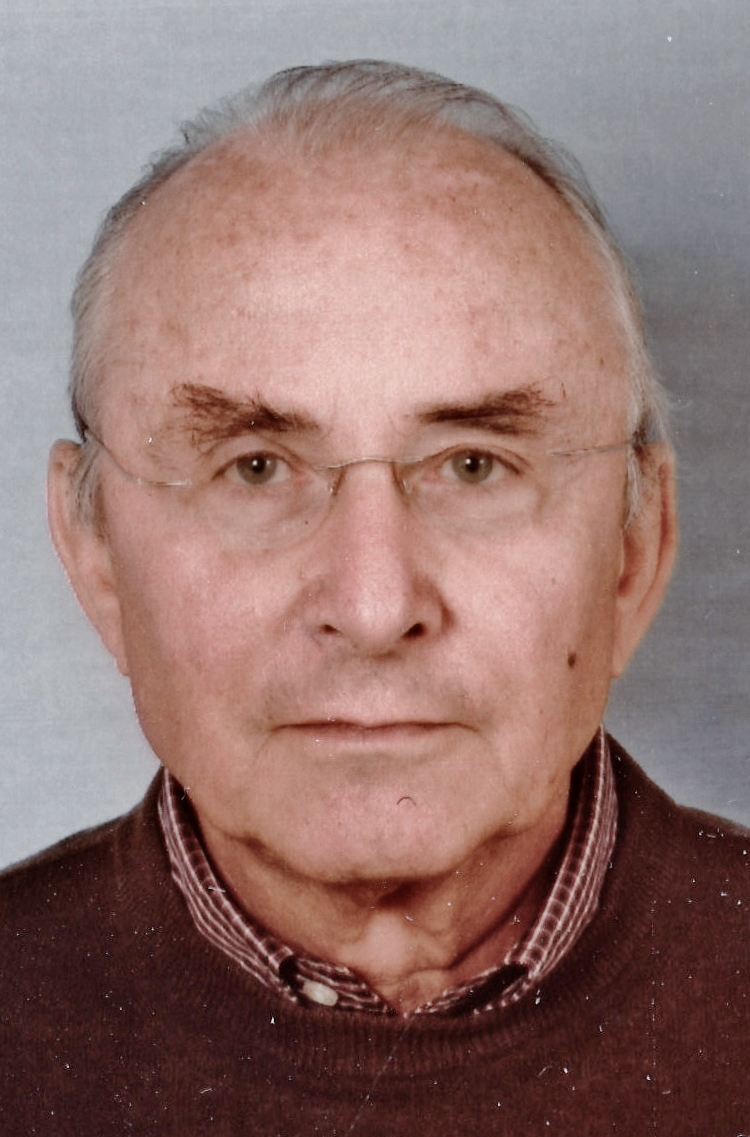
Leonhard von Dobschütz (2014)

Leonhard Felix Hans von Dobschütz (* 16. Juli 1940 in Herischdorf, Niederschlesien) ist ein deutscher Mathematiker und Wirtschaftsinformatiker. Als  Hochschullehrer für Betriebswirtschaftslehre wurde er 2005 emeritiert.

## Familie
Er entstammt dem alten schlesischen Adelsgeschlecht von Dobschütz und ist der Sohn des Oberstleutnants Günther von Dobschütz (1898–1973) und dessen zweiter Ehefrau Hertha von Prittwitz und Gaffron (1909–1994).
Dobschütz heiratete am 29. August 1970 in Möckmühl (Landkreis Heilbronn, Baden-Württemberg) die Kunsthistorikerin Renate von Moltke (* 13. Oktober 1942 auf Gut Wernersdorf, Landkreis Breslau, Niederschlesien), die Tochter des deutschen Botschafters Hans-Adolf von Moltke (1884–1943), Gutsbesitzer auf Wernersdorf und Klein-Bresa (Landkreis Strehlen, Niederschlesien), und der Davida Gräfin Yorck von Wartenburg (1900–1989), der älteren Schwester des Widerstandskämpfers Peter Graf Yorck von Wartenburg (1904–1944).
Sein Großvater war der Oppelner Superintendent Felix von Dobschütz (1867–1936), sein Cousin der Schauspieler und Dokumentarfilmer Ulrich von Dobschütz (* 1940).

## Leben
Nach dem Abitur in Hamburg (1960) und dem zweijährigen Wehrdienst bei der Bundesmarine (1962: Oberleutnant zur See d. Res.) studierte Dobschütz ab 1962 Mathematik und Physik an der Georg-August-Universität Göttingen. Im Sommersemester 1962 wurde er Mitglied des Corps Saxonia Göttingen. Er wechselte 1965 an die Albert-Ludwigs-Universität Freiburg und studierte neben Mathematik auch Wirtschaftswissenschaften. Ab 1966 arbeitete er dort als wissenschaftliche Hilfskraft am Institut für Mathematische Statistik.

### Wirtschaftstätigkeit
Nach seinem Abschluss als Diplom-Mathematiker begann Dobschütz seine berufliche Laufbahn 1968/69 als Sachbearbeiter für Mathematische Optimierung und Methoden des Operations Research beim Betriebsforschungsinstitut des Vereins Deutscher Eisenhüttenleute (VDEh) in Düsseldorf. Im Jahr 1970 wechselte er als Leiter der Abteilung Systemplanung und als Assistent der Geschäftsleitung ins Ingenieurbüro AHT-International in Essen. Viele seiner Aufträge bedingten mehrmonatige Aufenthalte in afrikanischen und asiatischen Entwicklungsländern.
Anschließend war Dobschütz in den Jahren 1979 bis 1983 beim Beratungsunternehmen McKinsey & Company Inc. in Düsseldorf Leiter der Wirtschaftswissenschaftlichen Abteilung und der Datenverarbeitungs- und Dokumentationsabteilung. Parallel zu seiner beruflichen Tätigkeit war Dobschütz in den Jahren 1975 bis 1983 Lehrbeauftragter für Wirtschaftsinformatik im Fachbereich Wirtschaftswissenschaften der Universität Essen.

### Hochschultätigkeit
1983 wechselte er als Professor (offizielle Ernennung 1984) für Betriebswirtschaftslehre, speziell Wirtschaftsinformatik, der ESB Business School an die Fachhochschule für Technik und Wirtschaft in Reutlingen. Voraussetzung für diese Professur war allerdings die Promotion, die Dobschütz deshalb 1984 an der Universität Essen nachholen musste. Innerhalb seiner Tätigkeitsdauer in Reutlingen war Dobschütz in den Jahren 1985 bis 1992 der Leiter des dortigen Instituts für Europäische Wirtschaftsstudien.
In den Jahren 1993 bis 1996 war Dobschütz in Reutlingen beurlaubt, um als Gastprofessor (Langzeitdozent des Deutschen Akademischen Austauschdienstes DAAD) an der deutschsprachigen Abteilung für Wirtschaftsinformatik der Marmara-Universität in Istanbul (Türkei) zu lehren. Die deutschsprachigen Abteilungen für Betriebswirtschaftslehre und Wirtschaftsinformatik waren erst 1991 auf Grund eines Staatsvertrages zwischen der Bundesrepublik Deutschland und der türkischen Regierung in Zusammenarbeit mit der Universität Lüneburg und dem DAAD an der Marmara-Universität eingerichtet worden. Das Projekt wird partnerschaftlich von Deutschland und der Türkei finanziert. Projektträger sind die Marmara-Universität und der Deutsche Akademische Austauschdienst (DAAD) in Bonn. Diese Gastprofessur nahm Dobschütz im Jahr 2001 – nach erneuter Beurlaubung durch die Fachhochschule Reutlingen – zunächst als Leiter der Abteilung Wirtschaftsinformatik wieder auf. Von 2002 bis 2006 war er schließlich der gesamtverantwortliche örtliche Projektleiter beider deutschsprachigen Abteilungen für Betriebswirtschaftslehre und Wirtschaftsinformatik an der Istanbuler Universität.
Das Land Baden-Württemberg emeritierte Dobschütz zum 31. August 2005 nach Erreichen des 65. Lebensjahrs. Der DAAD ließ den Vertrag mit ihm im Sommer 2006 auslaufen. Anschließend wurde er noch für ein weiteres Jahr auf freiberuflicher Basis in gleicher Funktion an der Marmara-Universität weiterbeschäftigt. Danach ließ er sich als Pensionär in Berlin nieder.
Seit Erreichen des Ruhestandes übernimmt Dobschütz für den DAAD und den SES ehrenamtlich wechselnde Gastdozenturen an internationalen Universitäten und Hochschulen in Schwellen- und Entwicklungsländern.

### Gutachter- und Beratertätigkeit
Neben und nach seiner Hochschultätigkeit arbeitete Dobschütz seit 1983 für internationale Unternehmen und Regierungsorganisationen im In- und Ausland als freiberuflicher Gutachter und Unternehmensberater auf dem Gebiet des Informationsmanagements (u. a. Entwicklung von Management-Informationssystemen und „Make-or-Buy“-Analysen).

### Sonstiges
Dobschütz ist seit 1989 Gründungsmitglied, war bis 1993 Stellvertretender Sprecher und in den Jahren 1997 bis 2000 Sprecher der Fachgruppe IV-Controlling der Gesellschaft für Informatik e.V. Bei verschiedenen Weiterbildungs- und Kongressveranstaltern des In- und Auslands (wie dem „Institute for International Research“) ist er seit 1993 Referent und Tagungsleiter, außerdem betätigt er sich als Autor und Herausgeber einiger Fachbücher und zahlreicher Aufsätze. Seit 2009 ist er Gründungs- und Vorstandsmitglied des „Vereins zur Förderung des Deutschen Evangelischen Instituts für Altertumswissenschaft des Heiligen Landes“ in Berlin.

## Schriften

### Autor oder Co-Autor
- Ein quadratisches Optimierungsmodell zur Analyse der Reisvermarktung in Sierra Leone. In: Proceedings in Operations Research. Band 4. Deutsche Gesellschaft für Operations Research (Hrsg.), Würzburg 1974
- Abfallbeseitigung als integriertes Optimierungsmodell. In: Müll und Abfall. Heft 6, 1974
- Optimale Reihenfolge beim stufenweisen Ausbau von Wasserversorgungsprojekten. In: Wasser und Boden. Heft 11, 1974
- Ein räumlich-dynamisches Gleichgewichtsmodell für die Vermarktung landwirtschaftlicher Produkte mit Lagerhaltung. In: Agrarwirtschaft. o. J.
- Integrierte regionale Entwicklungsplanung in Ländern der Dritten Welt. In: Proceedings in Operations Research. Band 5. Deutsche Gesellschaft für Operations Research (Hrsg.), Würzburg 1975
- Die optimale Dimensionierung vermaschter Versorgungsrohrnetze. Essen o. J.
- Die Anwendung von Operations Research auf Probleme der ländlichen Entwicklungsplanung in Ländern der Dritten Welt. In: Zeitschrift für ausländische Landwirtschaft. Heft 4, 1975
- Die Anwendung der Nutzwertanalyse auf die Auswahl von Einrichtungen zur Abfallbeseitigung. In: Der Städtetag. Heft 11, 1975
- Standortplanung von Regionallagern für die Düngemittelverteilung in Sri Lanka. In: Fallstudien Operations-Research. Band 3. Helmuth Späth u. a. (Hrsg.), Oldenbourg, München, Wien 1980, ISBN 3-486-23881-7
- Strategische Planung und Operations Research. In: Operations Research Proceedings. Springer, Berlin, Heidelberg 1980
- Entwicklung und Implementierung eines Modellsystems zur Unterstützung des Management der Beschaffung und Bevorratung von Rohtabak. Dissertation. Universität Essen, Essen 1985
- Ein Entscheidungsmodell zur optimalen Beschaffung und Bevorratung bei hohen Lieferrisiken und internen Substitutionsmöglichkeiten. In: Strategische Planung. Band 1, Institut für Europäische Wirtschaftsstudien, Physica, Heidelberg 1985, ISSN 0176-487X
- Übungen und Fallstudien – Wirtschaftsinformatik. Europäisches Studienprogramm für Betriebswirtschaft (ESB), Reutlingen 1988
- Programmieren mit dBASE am Beispiel einer Vertreter-/Provisionsabrechnung. Europäisches Studienprogramm für Betriebswirtschaft (ESB), Reutlingen 1990
- Vergleichende Systemwirtschaftlichkeit im Lebenszyklus. In: DV-Management. Heft 3, 1991
- Innerbetriebliche Verrechnung von DV-Kosten. In: Controlling. Heft 6, 1991
- Management von Expertensystem-Entwicklungsprojekten. In: Wirtschaftsinformatik. Heft 5, 1991
- Strategische Ausrichtung der Datenverarbeitung. In: Office Management. Heft 11, 1991
- Hohe DV-Kosten: Immer ein schlechtes Zeichen? In: Harvard Manager, Heft 1, 1992
- DV-Anwendungscontrolling: Auswahl – Reihenfolge – Einsatzkontrolle. In: DV-Management. Heft 3, 1992
- Wirtschaftlichkeitsanalyse von Anwendungssystemen. In: Information Management. Heft 4, 1992
- Grundlagen der Investitionsanalyse von DV-Projekten. In: Office Management. Heft 12, 1992
- Informationsverarbeitung im Jahre 2000. In: Intra Manager. 1993
- Outsourcing. Kein Allheilmittel zur Senkung der IV-Kosten. In: Controlling. Heft 2, 1993
- Wertorientiertes Wartungsmanagement. In: DV-Management. Heft 2, 1994
- Die systematische Erschließung von Einsparungspotentialen in der DV. In: HMD Theorie und Praxis der Wirtschaftsinformatik. Heft 178, 1994
- Feasibility of Data Processing Application Systems. In: The Journal of Contemporary Management. Heft 7, 1994
- Co-Sourcing und IV-Controlling – Werte schaffen statt Sparen um jeden Preis!. In: Outsourcing in der Informationstechnologie. J. Berg, H. Gräber (Hrsg.), Frankfurt am Main 1995
- IV-Controlling – Theoretische Sicht und praktische Bedeutung. In: Controlling. Heft 5, 1995
- Projektpriosierung. In: Kleines Lexikon der Informatik. M. Zilahi-Szabo (Hrsg.) München u. Wien 1995
- Outsourcing der Informationsverarbeitung. In: Information & Management. Heft 1, 1995 – Auch in: Lexikon des Controlling.
- Spurensuche: Friedrich List und die Türkei. In: Die Vereinigung des europäischen Kontinents. E. Wendler (Hrsg.), Stuttgart 1996
- Wirksameres Wartungscontrolling durch Applications Management. In: DV-Management. Heft 1, 1996
- Individuelle Informationsverarbeitung – Wirtschaftliche Verwendung oder Verschwendung? In: HMD Theorie und Praxis der Wirtschaftsinformatik. Heft 192, 1996
- IV-Controlling für den Jahrtausendwechsel. In: Controlling. Heft 4, 1998
- IV-Controlling für das KJ2000-Projekt. In: Handbuch Controlling. 32. Nachlieferung, 1998 – Nachdruck in: Management der Steuerberatungspraxis. – Nachdruck in: Revision, Controlling, Consulting. Moderne Industrie
- List und Türken. In: TEX. Band 62, 1999
- Live in Germany – study in English: Wege und Irrwege der Internationalisierung des deutschen Hochschulsystems. In: TEX. Band 63, 2000

### Herausgeber
- mit Helmuth Späth: Fallstudien Operations-Research. Band 3. Oldenbourg, München, Wien 1980, ISBN 3-486-23881-7
- mit Helmuth Späth: Proceedings in Operations Research. Band 9. Physica, Würzburg, Wien 1980, ISBN 3-7908-0223-9
- Modellgestützte Planung im Unternehmen. Deutsche Gesellschaft für Operations Research (Hrsg.), Leonhard von Dobschütz (Red.), Henstedt-Ulzburg 1982
- mit J. Kistling, E. Schmidt: IV-Controlling in der Praxis. Kosten und Nutzen der Informationsverarbeitung. Gabler, Wiesbaden 1994, ISBN 3-409-13183-3

mit den eigenen Beiträgen:
- Wirtschaftlicher IV-Einsatz
- Wirtschaftlichkeit von Anwendungssystemen

- mit U. Baumöl, R. Jung: IV-Controlling aktuell. Leistungsprozesse, Wirtschaftlichkeit, Organisation. Praxis der Wirtschaftsinformatik. Gabler, Wiesbaden 1999, ISBN 3-409-11400-9

mit den eigenen Beiträgen:
- Eine Schlankheitskur für die IV
- IV-Controlling bei Innovationen

- mit M. Barth, H. Jäger-Goy, M. Kütz, H.-P. Möller: IV-Controlling. Konzepte, Umsetzungen, Erfahrungen. Wissenschaft & Praxis. Gabler, Wiesbaden 2000, ISBN 340911677X

mit den eigenen Beiträgen:
- Das Projekt IV-Controlling
- Organisation des IV-Controlling
- IV-Wirtschaftlichkeit
- Wirtschaftlicher IV-Einsatz durch Leistungsverrechnung